# Ecumenismo
Ecumenismo é o processo de busca pela união apesar das diferenças. O termo ecumênico provém da palavra grega οἰκουμένη (oikouméne), significa mundo habitado. Num sentido mais restrito, emprega-se o termo para os esforços em favor da unidade entre igrejas cristãs; num sentido lato, pode designar a busca da unidade entre as religiões.
Antigamente, em teologia, definia-se ecumenismo como movimento que visaria à unificação das igrejas cristãs (católica, ortodoxa, luterana, anglicana e protestante). A definição atual, mais abrangente, considera como ecumenismo a aproximação, a cooperação, a busca fraterna da superação das divisões entre as diferentes igrejas cristãs.
Do ponto de vista do Cristianismo, pode-se dizer que o ecumenismo é um movimento entre diversas denominações cristãs na busca do diálogo e cooperação comum, buscando superar as divergências históricas e culturais, a partir de uma reconciliação cristã que aceite a diversidade entre as igrejas. Segundo a Igreja Evangélica de Confissão Luterana no Brasil, o termo ecumênico quer representar que a Igreja de Cristo vai além das diferenças geográficas, culturais e políticas entre diversas igrejas. Nos ambientes cristãos, a relação com outras religiões costuma-se denominar diálogo inter-religioso. Este artigo foi desenvolvido na perspectiva do ecumenismo como a busca de unidade entre igrejas cristãs para uma visão macro-ecumênica.

## Histórico

### O Termo do Ecumenismo
No mundo grego, ecumenismo significava "mundo habitado", e tinha o sentido de "povo civilizado", de cultura aberta, tanto com uma perspectiva geográfica, como de civilização. Com as conquistas do Império Romano, o termo ganha mais uma conotação, a conotação política. Já no cristianismo, a palavra é utilizada numa perspectiva espiritual: a "terra habitada" passa a ser considerada obra de Deus, tornada habitável pela colaboração humana. Assim, assume a conotação de uma tarefa a realizar.
Em 381, o Primeiro Concílio de Constantinopla refere-se ao Primeiro Concílio de Niceia como Concílio ecumênico. Neste contexto, a palavra ecumênico refere-se tanto à reunião de pessoas de distintos lugares, quanto à doutrina e costumes eclesiásticos aceitos como norma para toda a Igreja Católica. Após o Império Romano, o termo ecumenismo deixa de ter a conotação política e passa a ser utilizado na Igreja. Por exemplo, o Credo niceno-constantinopolitano é considerado ecumênico por ser a profissão de fé aceito por todos os cristãos.
A raiz do ecumenismo moderno data do final do século XVIII, com as missões protestantes. O grande impulsionador destas missões, William Carey propôs a cooperação entre os cristãos para fazer frente à evangelização de um mundo cada vez maior a ser cristianizado. Mas o termo ainda tem conotações geográficas, enquanto busca a unidade em vista da expansão do Evangelho.
A partir dos movimentos Fé, Constituição, Vida e Ação, o termo ecumenismo espalhou-se nos ambientes eclesiais como o relacionamento entre as igrejas cristãs divididas na direção de superar as divergências teológicas, de aproximar os cristãos das diversas denominações e cooperar com a paz mundial.

### História do movimento ecumênico
Em 1691, o físico e matemático luterano Jorge Guilherme Leibniz, começou a manter contato epistolar com Jacques-Bénigne Bossuet, Bispo de Meaux e tutor da coroa da França. Foi através desta correspondência que a palavra ecumênico começou a adquirir sua dimensão religiosa como indicação da universalidade do Cristianismo e, portanto, da própria fé e da Igreja de Cristo.
Mendonça situa as raízes do ecumenismo nas missões protestantes modernas e nos movimentos leigos de jovens. Segundo ele, à expansão colonial dos povos protestantes seguia-se a expansão religiosa. O enriquecimento destes povos gerou recursos capazes de prover a expansão missionária. Associada a estes dois fatores, a teologia de John Wesley (1703-1791) trouxe uma resposta à busca de salvação do homem em um mundo de profundas transformações. Sua teologia serviu para superar o divisionismo protestante ao nível das formas de crença e ajudou a uniformizar a mensagem missionária. A partir daí, foi possível o surgimento de um pan-protestantismo e o surgimento de diversas sociedades missionárias interdenominacionais: a Sociedade Missionária de Londres (1795), a Sociedade de Tratados Religiosos (1799), a Sociedade Bíblica Britânica e Estrangeira (1804), a Sociedade Bíblica Americana (1816), a Sociedade Americana de Tratados (1825) e outras. Posteriormente algumas destas sociedades tornaram-se denominacionais. "As missões constituíram forte elemento de aproximação das igrejas pela necessidade de companheirismo e cooperação entre os agentes missionários, na maioria das vezes trabalhando em situações muito adversas". Nesta colaboração, concentravam os esforços comuns na disseminação da Bíblia e a promoção da saúde através da fundação de hospitais. No campo da educação, as escolas eram denominacionais.
Em 1846, foi criada em Londres a Aliança Evangélica, com a finalidade de congregar as diversas igrejas diante da ameaça de fragmentação do Protestantismo. Esta aliança tinha como finalidade preparar um "concílio ecumênico evangélico universal". Durante a primeira reunião da Aliança Evangélica em Londres, o pastor calvinista francês Adolphe Monod ressalta o "espírito ecumênico" demonstrado pelos organizadores do evento.
A partir da segunda metade do século XIX, surgiram as associações mundiais leigas de jovens, que foram fundamentais para o desenvolvimento do ecumenismo. A primeira destas associações de cunho ecumênico foi a Associação Cristã de Moços, criada em Londres em 1844, por George William, que se espalhou pelo mundo e organizou-se em uma Associação Mundial a partir de 1855. A Associação Cristã Feminina, também londrina, foi criada em 1855. Outras organizações também tiveram sua importância: Movimento de Estudantes Voluntários para as Missões Estrangeiras, de 1886, e a Federação Mundial de Estudantes Cristãos, de 1895, ambos organizados por John Raleigh Mott, que foi um grande líder das iniciativas ecumênicas.
No âmbito católico, o papa Leão XIII, ao promulgar a encíclica Provida Mater, em 1895, instituiu um tempo de novena pela reconciliação dos cristãos entre as festas da Ascensão e de Pentecostes, que foi constituído em um tempo perpétuo dois anos depois.
Em 1908, os anglicanos Spencer Jones e Lewis Thomas promoveram oito dias de oração pela unidade dos cristãos entre 18 de janeiro (Festa da cátedra de São Pedro) e 25 de janeiro (festa da conversão de São Paulo). Posteriormente, Watson converteu-se ao catolicismo e foi instituído na Igreja Católica a Semana de Oração pela Unidade dos Cristãos neste mesmo período.
Em 1905, foi criado nos Estados Unidos o Conselho Nacional das Igrejas.
A Conferência Missionária Mundial, em Edimburgo, em 1910, é considerada o marco do ecumenismo como é entendido hoje: a busca da unidade entre as igrejas cristãs. Foi idealizado e realizado por John Mott. Ao convocar esta conferência, Mott conclamava os líderes do protestantismo para a necessidade de cooperação entre as igrejas no campo missionário, para além das diferenças confessionais. A Conferência resultou em dois congressos posteriores, em Estocolmo, em 1925 e Oxford em 1939. A partir de então floresceram diversas iniciativas ecumênicas: a criação do Conselho Internacional de Missões (1921), o Conselho Universal da Vida e do Trabalho (Estocolmo, 1925) e o Conselho Mundial Fé e Ordem (Lausanne, 1927), que estavam a gestar a criação de um organismo internacional das igrejas cristãs.
Entretanto, o papa Pio XI via com suspeita estes movimentos e publicou em 1928 a encíclica Mortalium animos, que afirmava que a única igreja verdadeira é a Igreja Católica e que a salvação só pode ser alcançada pelo regresso a ela. Na verdade o Papa condenava uma ala liberal, que propunha uma unidade institucional entre os cristãos sem uma unidade doutrinária, coisa que ele chamou de "fictícia unidade", coisa ainda repudiada pela Igreja Católica.
Em 1948, foi criado o Conselho Mundial das Igrejas - CMI, que reuniu inicialmente 197 denominações. No âmbito desta organização, o termo ecumenismo designa os esforços entre Igrejas com vista a uma reconciliação cristã que aceite a realidade da diversidade das diversas igrejas cristãs.
Numa edição especial, a revista Sem Fronteiras (As Grandes Religiões do Mundo, p. 36) descreve o ecumenismo como um movimento que se preocupa com as divisões entre as várias Igrejas cristãs. E explica: "Trabalha-se para que estas divisões sejam superadas de forma que se possa realizar o desejo de Jesus Cristo: de que todos os seus seguidores estivessem unidos, de assim como Ele e o Pai são um só.".
A Igreja Católica incorpora-se oficialmente ao movimento ecumênico a partir de 1960, quando o papa João XXIII criou o Secretariado Romano para a Unidade dos Cristãos. Este organismo participou ativamente no assessoramento ao papa e aos bispos durante o Concílio Vaticano II, além de ajudar os padres conciliares na elaboração do decreto Unitatis Redintegratio, aprovado no dia 21 de novembro de 1964, pelo Papa Paulo VI. Este decreto define o movimento ecumênico como uma graça do Espírito Santo, considera que o caráter ecumênico é essencialmente espiritual e estabelece que o olhar da Igreja Católica é dirigido às igrejas separadas do Catolicismo: as Igrejas Ortodoxas e as Igrejas Protestantes.
O Papa Paulo VI instituiu diversos grupos de trabalho na linha do diálogo inter-religioso: o Secretariado para os não cristãos, a Comissão para o Diálogo com os Judeus e o Secretariado para os não crentes.
Do ponto de vista institucional, o Secretariado para a Unidade dos Cristãos estabeleceu o diálogo sobre a doutrina com outras igrejas, assessorou as Conferências Episcopais pelo mundo no tema do ecumenismo. Foi responsável ainda pelos documentos Diretório Ecumênico (1967-1970) e A colaboração ecumênica em nível regional, nacional e local (1975). O Papa João Paulo II reafirmou o ecumenismo como essencial para a fé cristã na Encíclica Ut unum sint ("Que todos sejam um").
Algumas denominações protestantes participam do movimento ecumênico. Outras, entretanto, não só não o aceitam como creem que o ecumenismo cumpre perfeitamente as profecias bíblicas no livro do Apocalipse que prevê o seu líder — o falso profeta — que levará a humanidade a aceitar o Anticristo que está por vir (Apocalipse 13.11-12). Esta visão é compartilhada sobretudo pelos pentecostais e neopentecostais.

## Tipos de ecumenismo
O ecumenismo tem uma face plural. As iniciativas e o diálogo ecumênico ocorrem em diferentes níveis e entre diferentes atores. Bosch classifica estas iniciativas segundo:
- Ecumenismo espiritual: o ecumenismo espiritual pressupõe que a superação das diferenças humanamente insuperáveis é uma obra de Deus. Requer uma atitude orante e também uma atitude de diálogo que brota da convicção de unidade espiritual entre aqueles que creem em Jesus Cristo. O Concílio Vaticano II afirma que "a oração é a alma do ecumenismo" (UR 8).
- Ecumenismo institucional: é aquele que ocorre ao nível das instituições promotoras do ecumenismo, como o Conselho Mundial de Igrejas e o Pontifício Conselho para a Unidade dos Cristãos.
- Ecumenismo oficial: é aquele que envolve as autoridades eclesiásticas das diversas igrejas.
- Ecumenismo doutrinal: trata-se das iniciativas de diálogo sobre as diversas questões doutrinais que estão na raiz das divergências. Busca-se atingir pontos de convergência no que é o essencial do cristianismo através de encontros, colóquios e diálogos entre as diversas igrejas.
- Ecumenismo local: o ecumenismo local corresponde às iniciativas e ações comuns que ocorrem na base das igrejas.
- Ecumenismo secular: o ecumenismo secular é uma corrente do movimento ecumênico representada por aqueles que, diante do impasse e da lentidão das diversas instituições em realizar a unidade, creem que somente a aplicação do método indutivo — que parte da história concreta em que se está inserido e da encarnação como tema central — poderá levar adiante a tarefa ecumênica. Segundo os secularistas, o pensamento e a ação ecumênicas devem estar centradas no mundo secular, no serviço do ser humano. Assim, o ecumenismo secular coloca-se na busca da justiça, da paz, da ecologia e da luta contra a pobreza expressa nas diversas teologias da libertação.

## Organismos ecumênicos

### No Brasil
No Brasil e no mundo existem vários organismos de natureza ecumênica. O mais importante, no Brasil, é o Conselho Nacional de Igrejas Cristãs (CONIC), fundado em novembro de 1982, com sede em Brasília e cujo símbolo é um barco. Seus membros são: "Igreja Católica Apostólica Romana, Igreja Episcopal Anglicana do Brasil, Igreja Evangélica de Confissão Luterana no Brasil, Igreja Presbiteriana Unida do Brasil e Igreja Católica Ortodoxa Siriana do Brasil".
Existem organismos ecumênicos que atuam em causas comuns, como Koinonia, Diaconia, Centro de Estudos Bíblicos (CEBI), Centro Ecumênico de Serviços à Educação e Evangelização Popular que têm ações de apoio ao movimento popular e às igrejas.
Fez parte também a Igreja O Brasil Para Cristo, que decidiram sair no ano de 1986 em Assembleia ordinária na cidade de São Paulo.
Fazem parte também Igreja Reformada do Brasil e Igreja Metodista e a Igreja Cristã de Ipanema (está sendo uma comunidade cristã independente com sede no Rio de Janeiro).

### Na América Latina
Na América Latina, mencione-se o Conselho Latino-Americano de Igrejas (CLAI), criado provisoriamente em 1978, em Oaxtepec / México, e definitivamente em 1982, em Huampani / Peru. Com sede em Quito / Equador, reúne hoje 150 diferentes igrejas de todos os países do continente latino-americano. Realizou assembleias gerais em Haumpaní (1978), Indaiatuba / Brasil (1989), Concepción / Chile (1995) e Barranquilla / Colômbia (2001/ Atenas)(2004). A quinta assembleia geral foi realizada em Buenos Aires / Argentina (2007).

### No mundo
No âmbito global, destaca-se o Conselho Mundial de Igrejas (CMI), fundado em Amesterdão (1948), contando hoje com 350 igrejas do mundo, com mais de 500 milhões de fiéis. Fazem parte dele a maioria das denominações protestantes e das igrejas ortodoxas. A Igreja Católica Romana ainda não é membro pleno, mas é-o de unidades específicas do CMI, como a Comissão de Fé e Ordem, que trata dos assuntos doutrinários. Realizam-se suas assembleias gerais a cada sete ou oito anos entre elas, tendo a VIII Assembleia Geral sido realizado em Harare / Zimbábue (1998) e a IX Assembleia Geral em Porto Alegre / Brasil, em fevereiro de 2006. O novo Comitê Central, eleito nessa assembleia, elegeu por sua vez como seu Moderador, Walter Altmann, Pastor Presidente da Igreja Evangélica de Confissão Luterana no Brasil (IECLB).
Também existe a Comunidade de Taizé.